# Infanterie-Regiment „Hamburg“ (2. Hanseatisches) Nr. 76
Das Infanterie-Regiment „Hamburg“ (2. Hanseatisches) Nr. 76 war ein Infanterieverband der Preußischen Armee und von 1867 bis 1919 in Hamburg (und Lübeck bis 1897) stationiert.

## Organisation

### Hanseatische Besonderheit
Im Jahre 1867 wurde entsprechend dem Reichs-Militärgesetz die Militärhoheit der norddeutschen Stadtstaaten auf das Königreich Preußen übertragen.
Gemäß § 9 dieser Konvention wurden die Militärpflichtigen mit Lübecker Staatsangehörigkeit zu dem in Hamburg stationierten Regiment einberufen, sofern sie nicht den Wunsch äußerten, anderweitig eingesetzt zu werden. Untauglichkeit zum Infanteriedienst konnte zur Einberufung in eine andere Waffengattung wie Kavallerie, Artillerie, Train usw. der Preußischen Armee führen. Später war auch die Einstellung in die Kontingente der anderen Armeen des deutschen Heeres möglich.
Da die Hansestädte Bremen, Hamburg und Lübeck Probleme mit der Stellung von genügend Wehrpflichtigen hatten, wurden keine Begrenzungen bei Einjährigen gemacht und die Reservepflicht für überseeische Wehrdienstpflichtige ausgesetzt. Die zur seemännischen Bevölkerung zählenden Militärpflichtigen dienten erst in der Preußischen, später in der Kaiserlichen Marine.

### Gliederung
- I. und II. Bataillon (Musketiere)
- III. Bataillon (Füsiliere)

### Abtretungen
- 1. April 1881 8./76 an das Infanterie-Regiment Nr. 128
- 1. April 1887 12./76 an das Infanterie-Regiment Nr. 137 nach Hagenau
- 1. April 1897 wurde das III./76 zu II./162 (Infanterie-Regiment „Lübeck“ (3. Hanseatisches) Nr. 162) nach Lübeck abgegeben. Ein neues III. Bataillon wurde aus den Halbbataillonen der Hanseatischen Infanterie-Regimenter aus Bremen und Hamburg gebildet.

## Bewaffnung und Ausrüstung

### Hauptbewaffnung

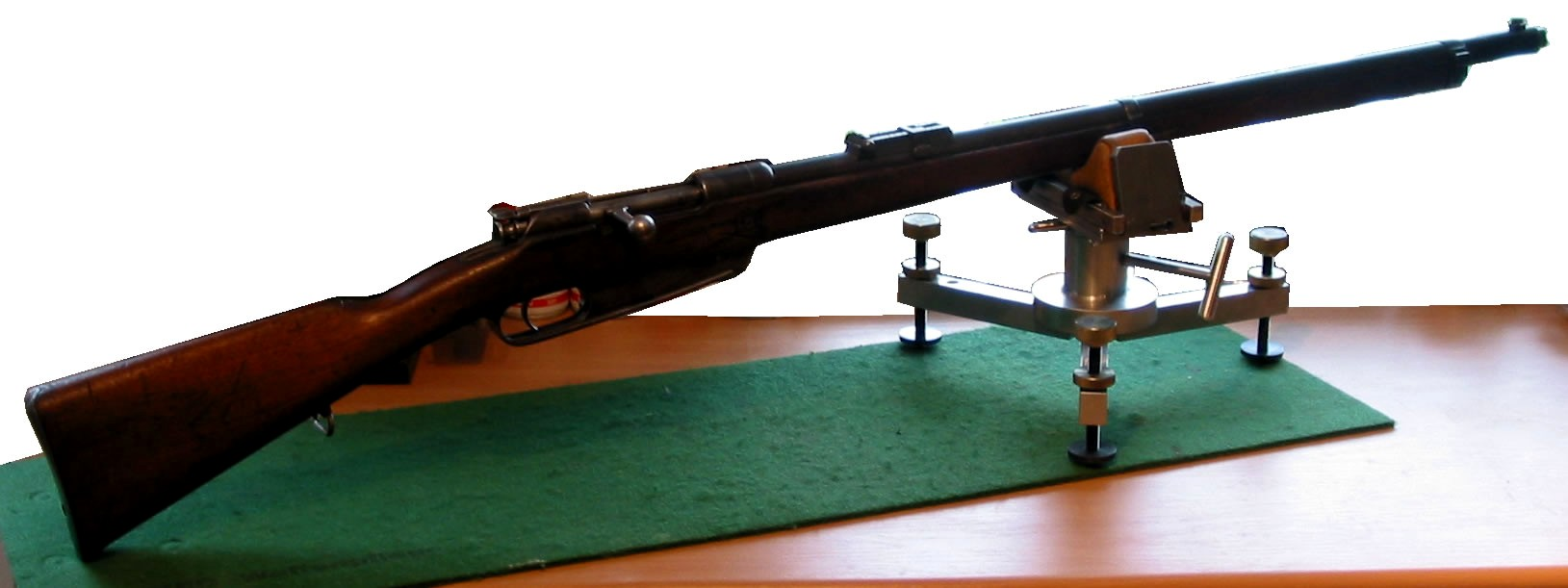
Gewehr 88

- Das Regiment wurde mit dem Gewehr 88 und dem Seitengewehr 71 bewaffnet. Ab 1906 verwendete man das Gewehr 98.
- Um 1909 wurde eine Kompanie zur Maschinengewehr-Kompanie (M.G.K.)

### Uniform
Das Regiment trug die preußische Uniform mit den der Hansestadt Hamburg zugestandenen Änderungen. So wurde am Helm und an der Mütze neben der schwarz-weiß-roten Reichskokarde die hanseatische Kokarde (rotes Hanseatenkreuz auf weißem Grund) getragen. Die Achselklappen waren weiß mit roter Nummer (76), die Ärmelpatten weiß mit gelber Paspelierung.

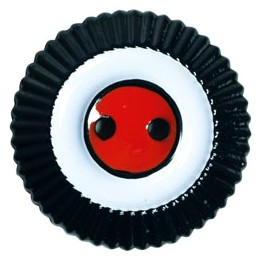
Kokarde des Deutschen Reichs
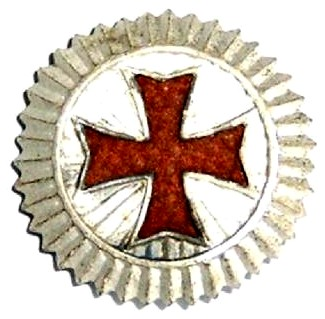
Kokarde der Hanseaten

Bereits im August 1914 wurde auf der Fahrt nach Westen feldgraues Tuch zum Verhüllen von unzweckmäßig leuchtenden Uniformteilen ausgegeben.
Im Sommer 1915 verschwanden an der Front die langen Degen der Offiziere und Feldwebel, wodurch die Kleidung und Ausrüstung denen der Mannschaften angepasst wurden, um weiteren hohen Verlusten an Führern vorzubeugen.

### Wappen
Das Regiment schmückte sich mit dem Wappen der Freien und Hansestadt Hamburg. Die einzige Ausnahme bildete die Fahne, da auf ihr nicht das Hamburger Wappen, sondern der preußische Adler war.

### Fahnen

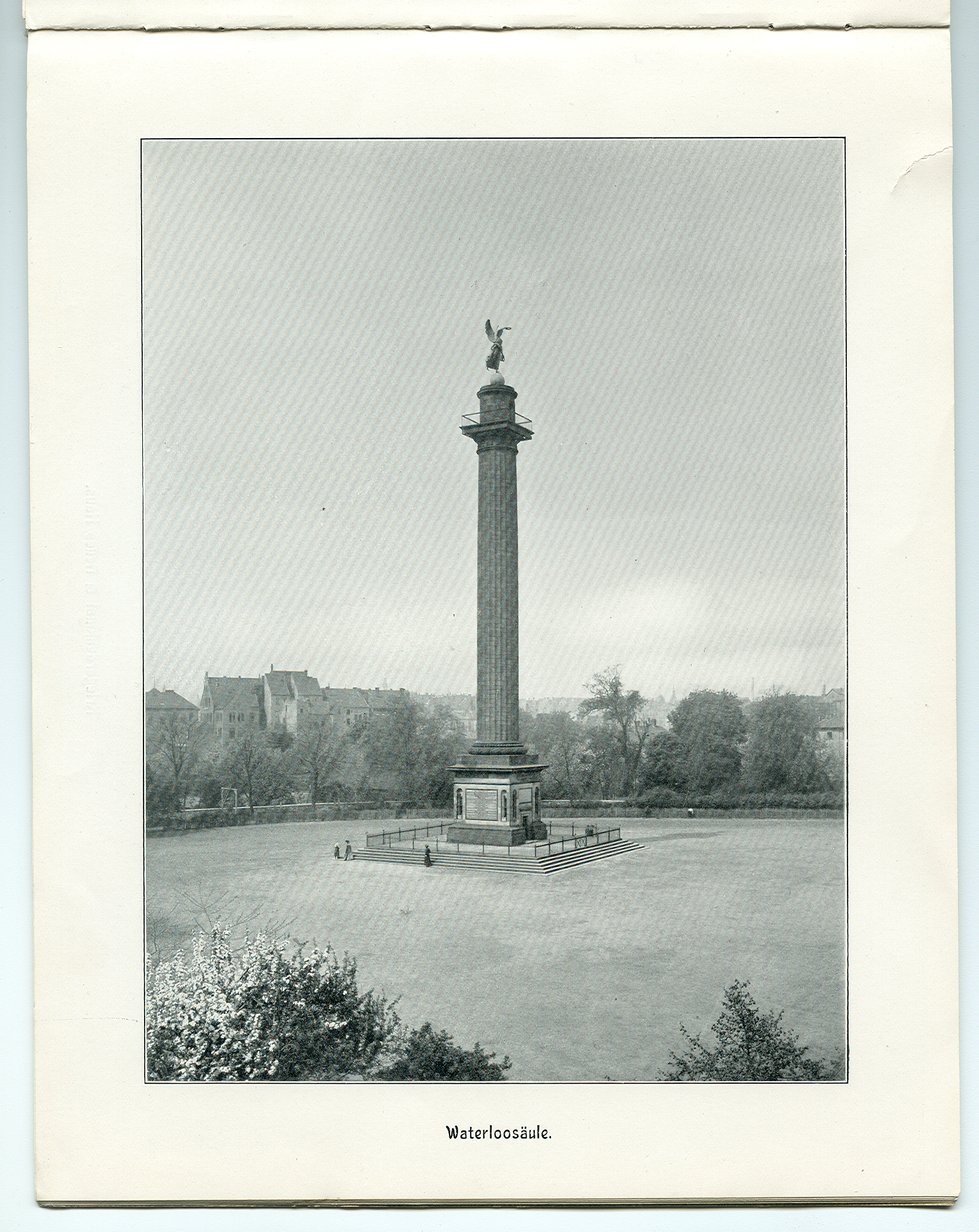
Waterloosäule auf dem gleichnamigen Platz in Hannover

Durch die A. K. O. vom 24. Juni 1867 wurden dem Regiment in der Fahnenspitze den Namenszug „F. W. R.“ tragende Fahnen verliehen. Sie wurden am 2. Juli im Potsdamer Stadtschloss genagelt. Der König schlug den ersten, der Fahnenträger den letzten Nagel ein. Tags darauf wurden die Fahnen im Lustgarten geweiht und am 7. dem Regiment auf dem Waterloo-Platz in Hannover durch den Kommandierenden General des Korps, von Voigts-Rhetz, übergeben.
Die Fahnen erhielten am 27. Juli 1868 Fahnenspitzen mit „W. R.“ und Krone.
Nach dem Deutsch-Französischen Krieg erhielten die Fahnen durch die A. K. O. vom 16. Juni 1871 das Eiserne Kreuz für deren Fahnenspitzen sowie schwarz-weiße Fahnenbänder verliehen. Die alten Spitzen verblieben beim jeweiligen Truppenteil. Überzugskappen mit Kreuz und Namenszug erhielten die Fahnen am 13. April 1872. Die Weihe der Musketierbataillonsfahnen fand am 20. Mai 1872 in der reformierten Kirche zu Hamburg statt. Die Fahne des Füsilierbataillons, welche in den Gefechten am 2. und 4. Dezember 1870 beschädigt wurde, wurde am 23. Mai nach Berlin gebracht und dort dem Kaiser vorgestellt. Er verfügte, dass die Fahne eine neue Spitze mit dem Eisernen Kreuze und unter der Spitze einen silbernen Ring mit der Gravierung „Loigny (Orleans) 2. Dezember 1870“ erhalten solle. Die Weihe dieser Fahne fand am 30. Juni 1872 in der Lübecker Garnisonskirche statt.
Das zum 2. Oktober 1893 aus Abgaben der drei Bataillone mit dem Kompanien 13 und 14 neu formierte IV. (Halb)-Bataillon erhielt am 18. Oktober 1894 eine Fahne.
Die Fahnen der Bataillone I., II. und III. erhielten am 18. August 1895 schwarz-weiß-rote Fahnenbänder mit Schlachtenspangen. Die der Bataillone I. und II. trugen die 14 Namen: Paris, Toul, Metz, St. Corneille, Le Chêne-Les Cohernières, Le Chêne, Le Mans, Conneré-Thorigué, Frétéval und Morée, Beaugency-Cravant, Meung, Orléans, Loigny-Poupry, Dreux. Die des III. Bataillons die elf Namen: Paris, Toul, Metz, Le Mans, Conneré-Thorigué, Frétéval und Morée, Beaugency-Cravant, Meung, Orléans, Loigny-Poupry, Dreux.
Das Muster von Fahnen der Linien-Infanterie-Regimenter der Preußischen Armee wurde 1890 reglementiert.
Am 17. Oktober 1897 erhielt das neue III. Bataillon eine Fahne. Die bisherige Fahne des IV. Bataillons wurde fortan bei feierlichen Gelegenheiten vom I. Bataillon mitgeführt.
Die Fahnen des Regiments erhielten am 14. Dezember 1899 je zwei Spangen. Die ersten trugen auf ihrer Vorderseite die Kaiserkrone mit dem Namenszug „W. II.“ und auf der Rückseite das Doppeldatum „1. Januar 1900“ und „27. September 1866“. Die zweiten Spangen trugen auf der Vorderseite die Kaiserkrone ohne Namenszug und auf der Rückseite das Datum 1. Januar 1900. Die Spangen wurden an den schwarz-weißen Bändern befestigt.
Für die große Menge an Linien-Infanterie-Regimentern wurde von Kaiser Wilhelm II. per Ordre vom 18. Dezember 1890 bestimmt, dass die Farbe der Fahnentücher sich nach der der Achselklappen zu richten habe. Hierdurch wurde innerhalb des Korps eine Gleichförmigkeit erzielt. Das IX. Armee-Korps trug weiße Achselklappen. Die neuen Fahnen sollten den Truppenteilen vor der dem Kaisermanövern vorausgehenden Kaiserparade übergeben werden. Ab 1900 fand die feierliche vorherige Weihe der neuen Feldzeichen in der Ruhmeshalle des Berliner Zeughauses statt. Somit wurden die Fahnen der Bataillone am 28. August 1904 genagelt und den Bataillonen anlässlich der in Altona am 4. September 1904 übergeben.
Die Fahnen wurden um 1915 aus dem Felde nach Hamburg zurückgeführt, weil ihre Verwendung an der Front nicht mehr der Kampfführung entsprach und unnötige Opfer forderte.

## Geschichte

### Gründung
Durch A. K. O. vom 27. September 1866 (Stiftungstag) wurde nach dem Deutschen Krieg am 30. Oktober 1866 das Infanterie-Regiment Nr. 76 gegründet. Es trat am 4. November 1866 erstmals in Bromberg zusammen und wurde aus je drei Kompanien der Regimenter Nr. 9, 21, 49 und 61 gebildet. Das Regiment unterstand der 40. Infanterie-Brigade der 20. Division in Hannover. Es gehörte dem Verband des X. Armee-Korps an und trafen am 9. in Hannover bzw. am 11. in Hameln ein.
Mit ihrem Beitritt zum Norddeutschen Bundes wurden die Bundeskontingente der Freien Hansestädte aufgelöst. Hamburg verlor mit dem 15. Mai 1867 seine eigene Wehrhoheit und musste als Friedensgarnison zwei Bataillone aufnehmen. Am 1. Oktober 1867 wurden gemäß einer Konvention vom 27. Juni 1867 Mannschaften und Unteroffiziere der aufgelösten Regimenter Hamburgs (des Stadtmilitärs in Garnison) und Lübecks in das neue Regiment übernommen. Der Stab sowie das I. und II. Bataillon kamen nach Hamburg und wurden zunächst in Alsterdorf, Groß Borstel und Niendorf untergebracht. Die Füsiliere aus Hameln wurden nach Lübeck verlegt, das durch eine Militärkonvention ebenso seine Wehrhoheit aufgab. Das Lübecker Militär wurde aufgelöst. Den Soldaten dieses stehenden Heeres war es freigestellt, den Dienst bei der preußischen Armee fortzusetzen.
Das Regiment trat am 8. September 1867 in den Verband des IX. Armee-Korps, erhielt neue Garnisonen und am 7. November 1867 die neue Benennung 2. Hanseatisches Regiment Nr. 76. Diese neuen Bedingungen bedeuteten auch das Ende der bürgerlichen Wehrformationen (Miliz) der beiden Hansestädte. Die Lübecker Bürgergarde wurde am 1. November 1867 und das Hamburger Bürgermilitär am 30. Juli 1868 aufgelöst. Gleichzeitig änderte sich das Unterstellungsverhältnis. Das Regiment war nun der 33. Infanterie-Brigade der 17. Division in Kiel unterstellt.
Das Füsilier-Bataillon aus Lübeck erhielt per A. K. O. vom 4. Januar 1889 die neue Bezeichnung III. Bataillon.
Das III. Bataillon trat am 1. April 1897 als II. Bataillon des Infanterie-Regiments Nr. 162 mit seiner Fahne über und das bisherige IV. Bataillon bildete zusammen mit dem des 1. Hanseatischen Infanterie-Regiments Nr. 75 das neue III. Bataillon des Verbandes.

### Garnisonen

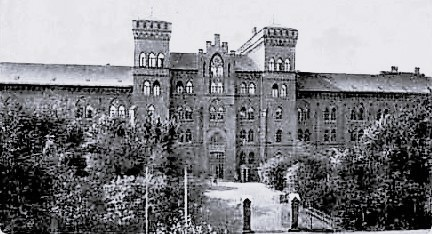
Die Alte Kaserne des einstigen III. Bataillons zu Lübeck

- 1866 Musketiere in Hannover, Füsiliere in Hameln
- 1867 Musketiere (später I. und II. Bataillon) in Hamburg, Füsiliere (später III. Bataillon) in Lübeck
- ab 1897 waren alle drei Bataillone in Hamburg stationiert

### Friedenszeit

#### Kaisermanöver

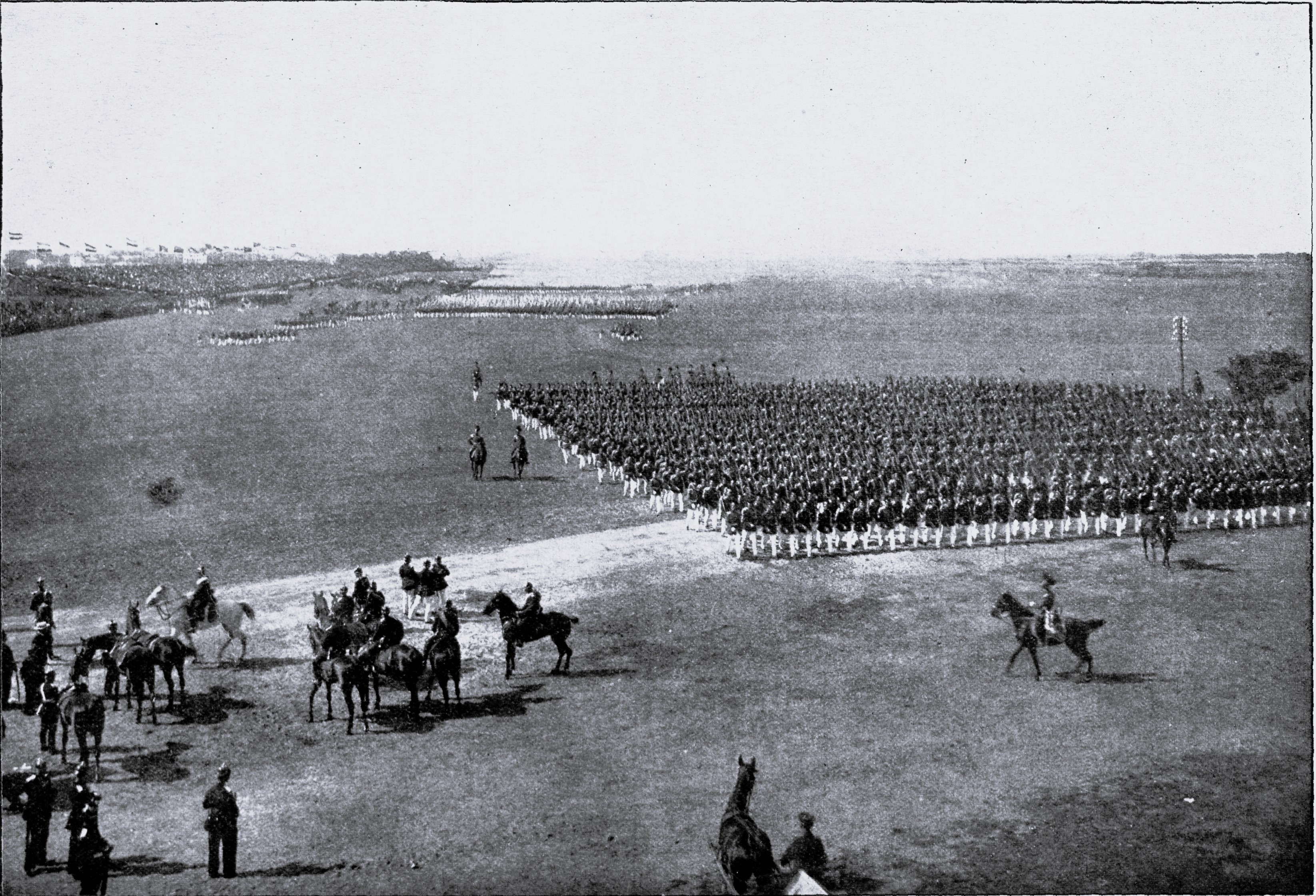
Kaiserparade zu Altona

- 1890 nahm das Regiment erstmals am Kaisermanöver teil. Nach Detachementsübungen in Salzgitter, Divisionsübungen und Exerzieren gegen einen markierten Feind, fand das 12. Korpsmanöver mit anschließender Parade vor dem Kaiser in Flensburg statt.
- 1904 Teilnahme am Kaisermanöver, diesmal in Altona.
- 1912 wurde erwogen das Manöver in Lübeck stattfinden zu lassen. Letztendlich erhielt jedoch der Sitz des IX. Armee-Korps, Altona, wieder den Zuschlag.

#### Preisschießen
Um die Qualität des Schießens zu steigern wurde ein jährliches Preisschießen für Offiziere und Unteroffiziere des Korps festgelegt.
Am 4. August 1888 wurde erstmals um einen mit dem Namenszug Se. Majestät versehenen Säbel für Offizier und eine goldene Uhr für Unteroffizier geschossen.
Dennoch ließ die Begeisterung nach und so fiel das „Einzelprüfungsschießen“ 1898 aus. Per A. K. O. wurde es, als nicht mehr zeitgemäß, ganz abgeschafft und durch das „Vergleichsschießen“ ersetzt. Zudem wurde das „Gefechtsschießen“ des Regiments erstmals in der Gruppe abgehalten.

#### Boxeraufstand
Freiwillige des Regiments kämpften im Expeditionskorps nach China 1900. Dabei kam ein Mann ums Leben.
Auf der Kaiserparade am 5. September 1904 in Altona wurden den drei hanseatischen Infanterie-Regimentern Nr. 75, 76 und 162 vom Kaiser die Namen „Bremen“, „Hamburg“ und „Lübeck“ verliehen.

#### Deutsch-Südwestafrika
Freiwillige des Regiments waren 1904 bis 1906 im Expeditionskorps. Dabei wurden fünf Soldaten verwundet und einer getötet.

### Feldzüge

#### Deutsch-Französischer Krieg

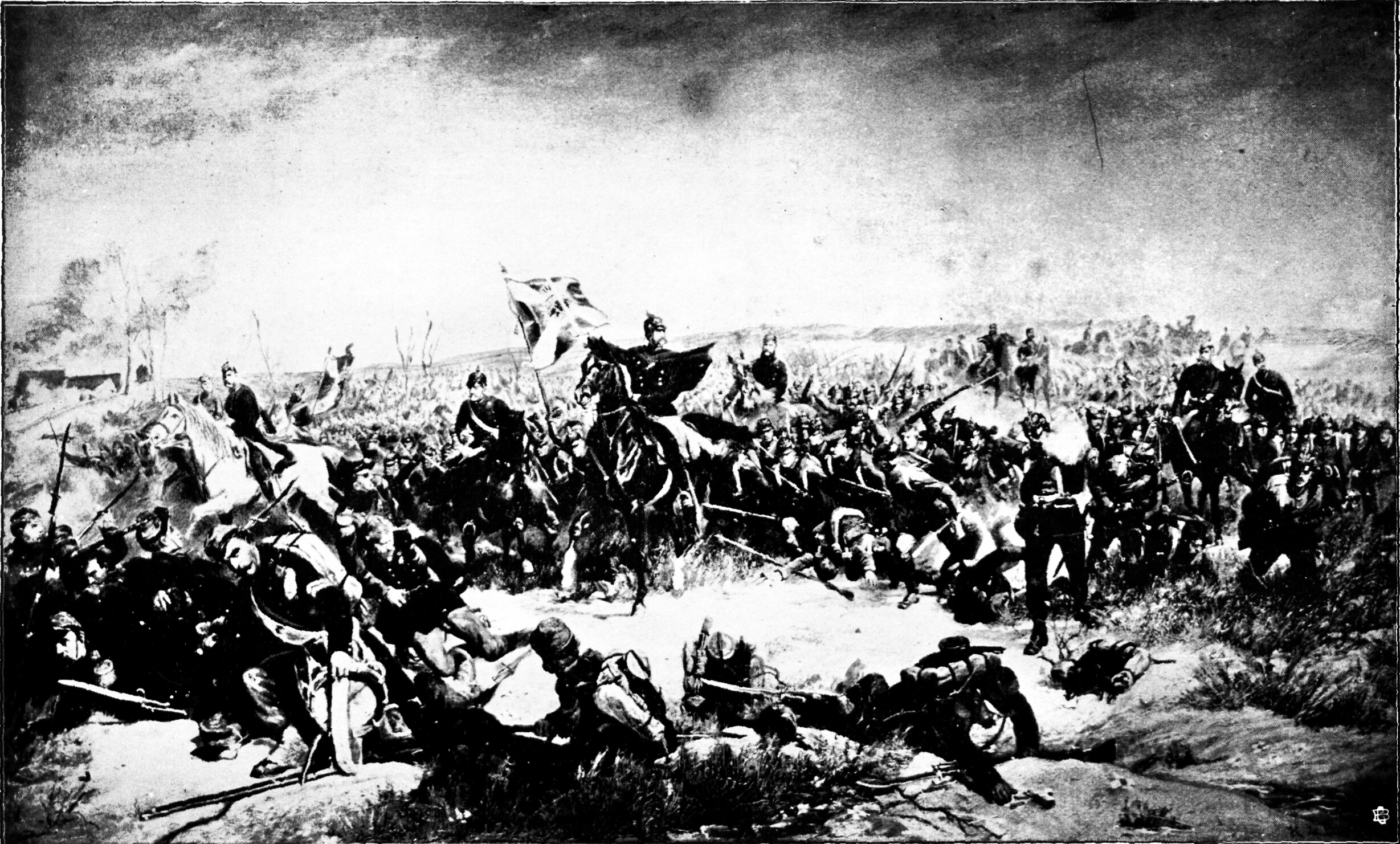
Füsilierbataillon in der Schlacht von Loigny

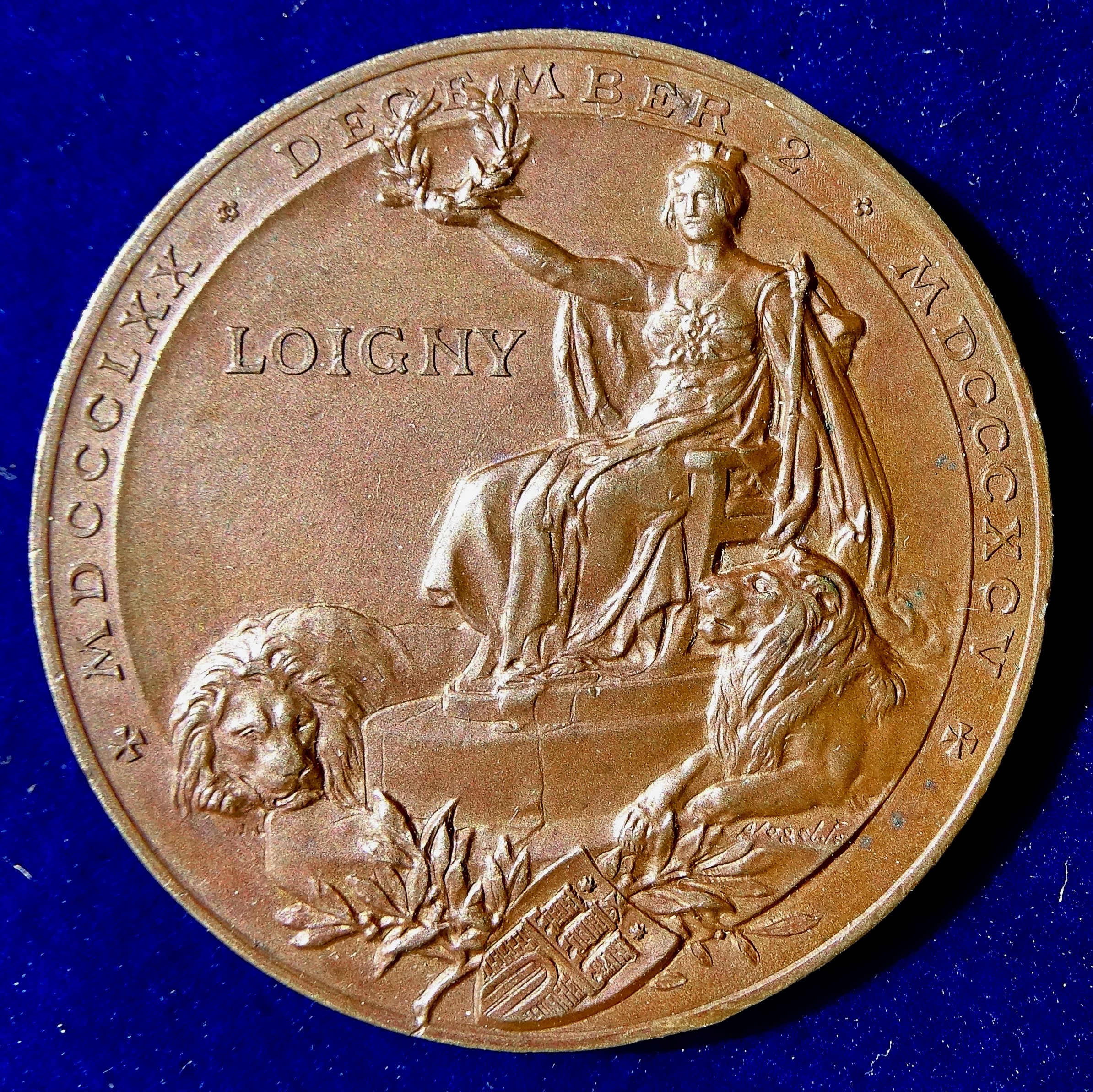
1895 Infanterie-Regiment „Hamburg“, Vorderseite der Erinnerungsmedaille zur Schlacht von Loigny

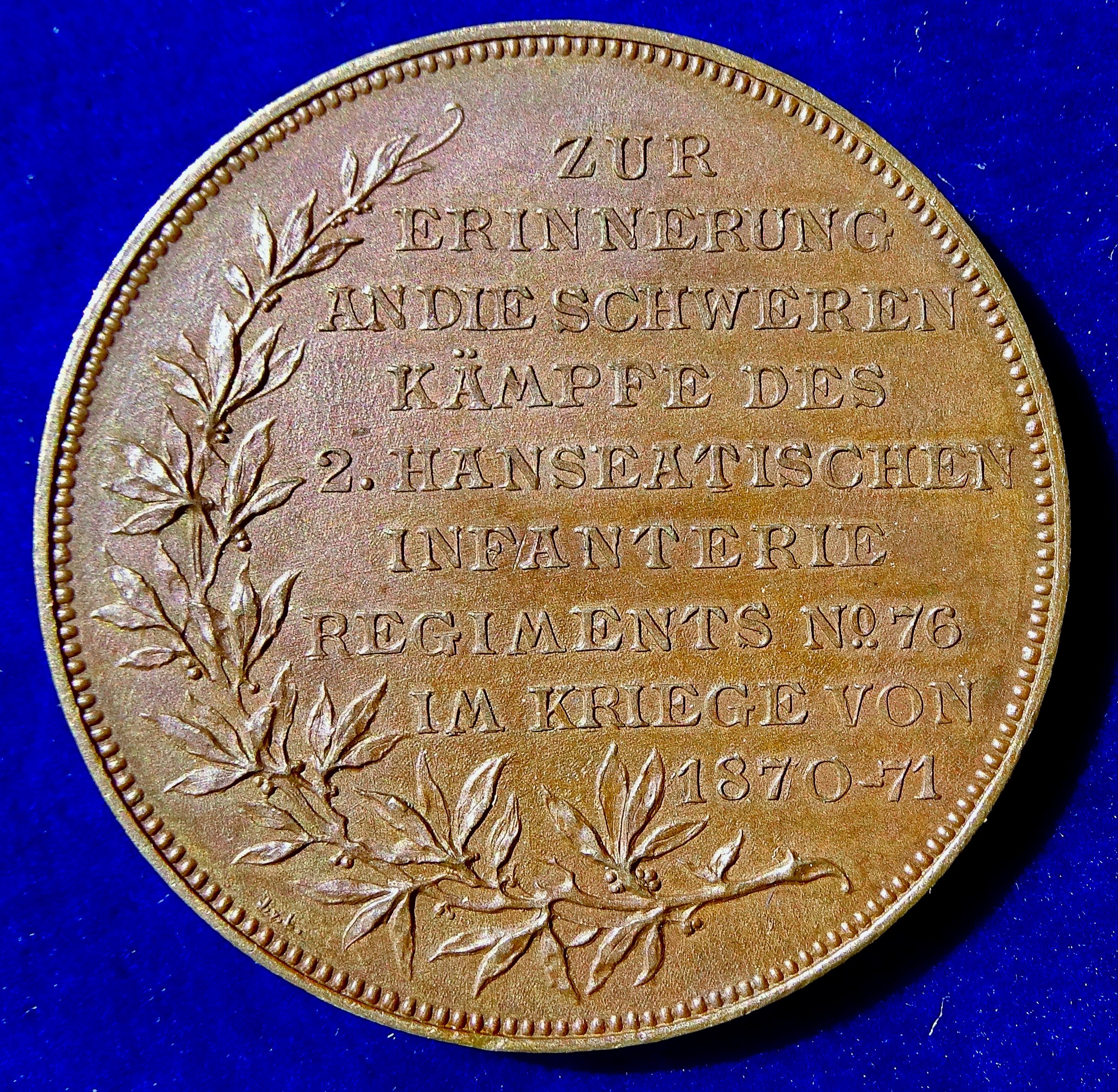
Die Rückseite dieser Medaille

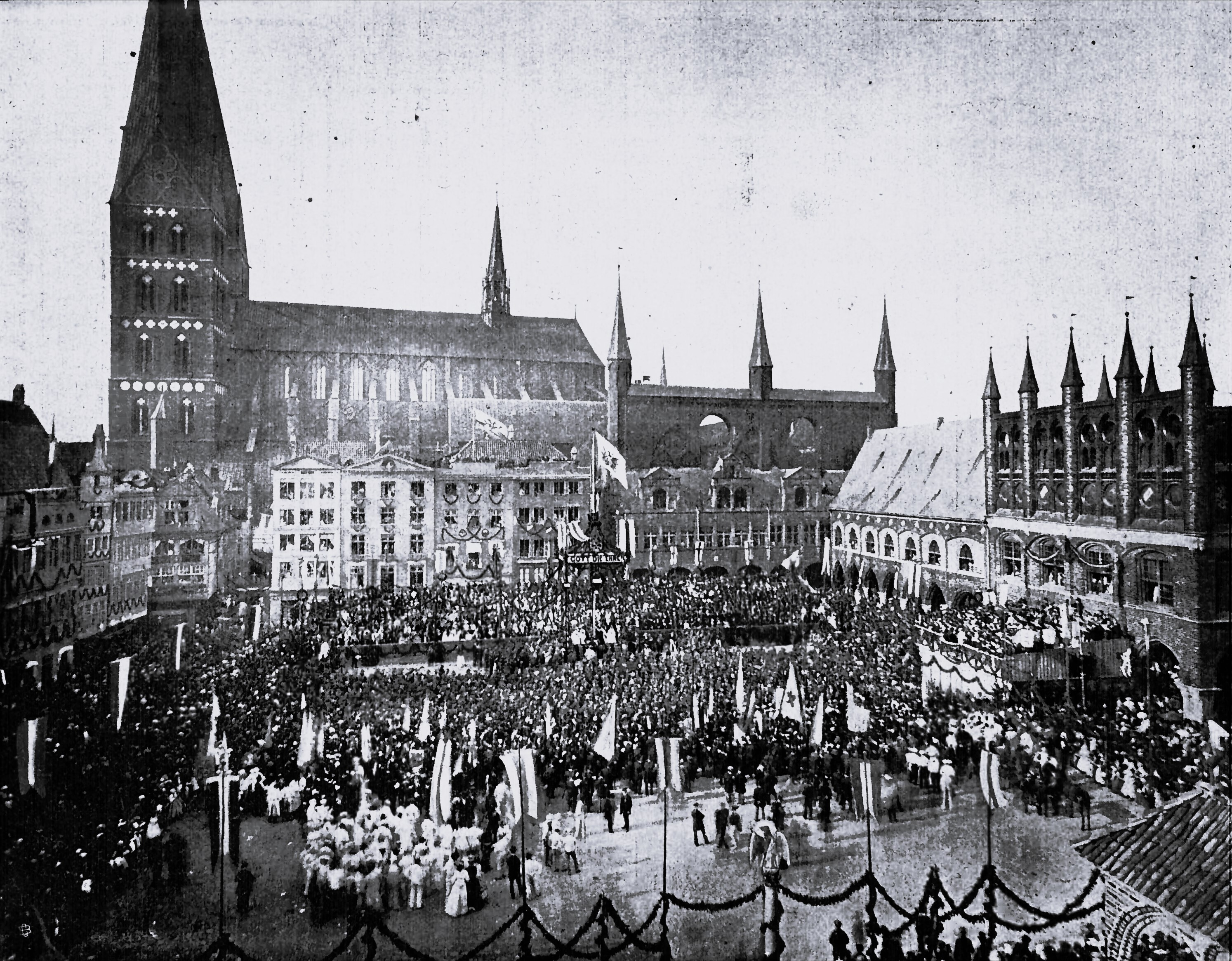
Einzug des Füsilierbataillons am 18. Juni 1871 in Lübeck

Ende August 1870 zog das 2. Hanseatische Infanterie-Regiment Nr. 76 in den Krieg gegen Frankreich. Mit der Mobilmachung des Regiments verwandte man es als Küstenschutz der Nord- und Ostsee, da im Raum der Ostfriesischen Inseln ein massiver Schlag der französischen Marine samt Invasion befürchtet wurde. Als diese ausblieb wurde das Regiment nach Westen verlegt.
Es kämpfte unter anderem bei der Belagerung von Metz, der Schlacht von Loigny, bei der die Fahne des III. Bataillons durch einen Treffer beschädigt wurde, sowie bei Orléans, Le Mans und bei Paris. Hermann de Boor hielt das Regiment in der Schlacht von Loigny auf einem Gemälde fest. Diese Schlacht sollte in dem später für das aus dem III. Bataillon entstehende Lübecker 3. Hanseatische Regiment Identitätsstiftend werden.
Nach Ende des Krieges wurden die Hamburger Bataillone am 17. Juni 1871 mit einem Festakt auf dem Rathausmarkt empfangen. Die beiden Bataillone konnten am 15. Juli 1871 die neue Kaserne an der Bundesstraße (Rotherbaum zwischen Louisenstraße und Papendamm) beziehen. Der 1869 begonnene Kasernenbau hatte zwischenzeitlich als Kriegsgefangenenlager gedient.
1897 wurde das III. Bataillon in Lübeck zum II. Bataillon des neu aufgestellten 3. Hanseatischen Infanterie-Regiments.
Die Kriegstätigkeit des Regiments schilderte Wilfried Niemann in seinem 1876 erschienenen Buch.

#### Erster Weltkrieg
Das Regiment gehörte zu Beginn des Ersten Weltkrieges zur 1. Armee. Im Oktober 1915 war es Armeereserve der 6. Armee unter Kronprinz Rupprecht von Bayern, bevor es zur Schlacht an der Somme wieder zur 1. Armee zurückkehrte.
Das Regiment machte bei Ausbruch des Ersten Weltkriegs am 2. August 1914 mobil und kamen an die Westfront. Zunächst war es in Belgien an der Eroberung der Festung Lüttich beteiligt und kämpfte im September in der Schlacht an der Marne bei Esternay. Nach schweren Verlusten wurden die Reste des Regiments am 21. September 1914 zu drei Kompanien zusammengefasst. Sieben Tage später füllte man das Regiment wieder auf und formierte es zu sechs Kompanien sowie einer MG-Kompanie. Daraus wurden Ende des Monats zwei Bataillons mit je drei Kompanien gebildet. Mitte Oktober 1914 bestand das Regiment wieder aus drei Bataillonen. Bis kurz vor Heiligabend lag das Regiment vor Thiescourt.
Ab 25. März 1915 unterstand das Regiment der 221. Infanterie-Brigade der 111. Infanterie-Division.
- Nach dem Vormarsch durch Belgien und Frankreich kämpfte das Regiment den ganzen Krieg über nur im Westen.
- 1914: Mons, St. Quentin, Marneschlacht,
- 1915: Les Eparges, Artoin, Arras, in den Grabenkämpfen um Les Eparges wurden beim Einnehmen der französischen Gräben durch das II/76 13 Offiziere und 423 Mannschaften getötet. Das war das erste Gefecht des Regiments mit enormen Verlusten. Des Weiteren wurden ca. 700–800 Gefangene durch das II/76 gemacht.
- 1916: an der Somme in Guillemont ist das II. Batt. bis auf wenige dutzend Männer aufgerieben worden. Mano-Höhen,
- 1917: an der Somme, Siegfriedstellung, Arras, Flandern (hier wurde fast das ganze Regiment vernichtet, sodass das Regiment nach der Schlacht nur noch eine Kopfstärke von 138 Mann hatte) an der Maas und Mosel, Cambrai,
- 1918: Kaiserschlacht, Bapaume, Arras, Albert, Monchy, Lens, Hermannstellung, Antwerpen-Maas Stellung.

Insgesamt dienten 19.899 Mann im Laufe des Krieges im Regiment. Von den über 3.000 Mann des Regiments, die im August 1914 ins Feld zogen, überlebten nur 647 den Krieg.

### Verbleib
Nach Kriegsende kehrte das Regiment nach Hamburg zurück, wo es ab 16. Dezember 1918 demobilisiert und anschließend aufgelöst wurde. Viele der Regimentsangehörigen formierten sich nach dem Krieg im Hamburger Freikorps Bahrenfeld.
Nach der Auflösung wurde die Tradition in der Reichswehr zunächst von der 9. Kompanie des 6. Infanterie-Regiments in Flensburg übernommen. Sie ging dann im Jahre 1937 auf das in Hamburg neuaufgestellte Infanterie-Regiment 76 der Wehrmacht über.

## Regimentschef
Einziger Regimentschef war seit 20. Januar 1903 der General der Infanterie Richard von Klitzing, der diesen Posten bis zu seinem Tod am 1. September 1907 innehatte.

## Kommandeure

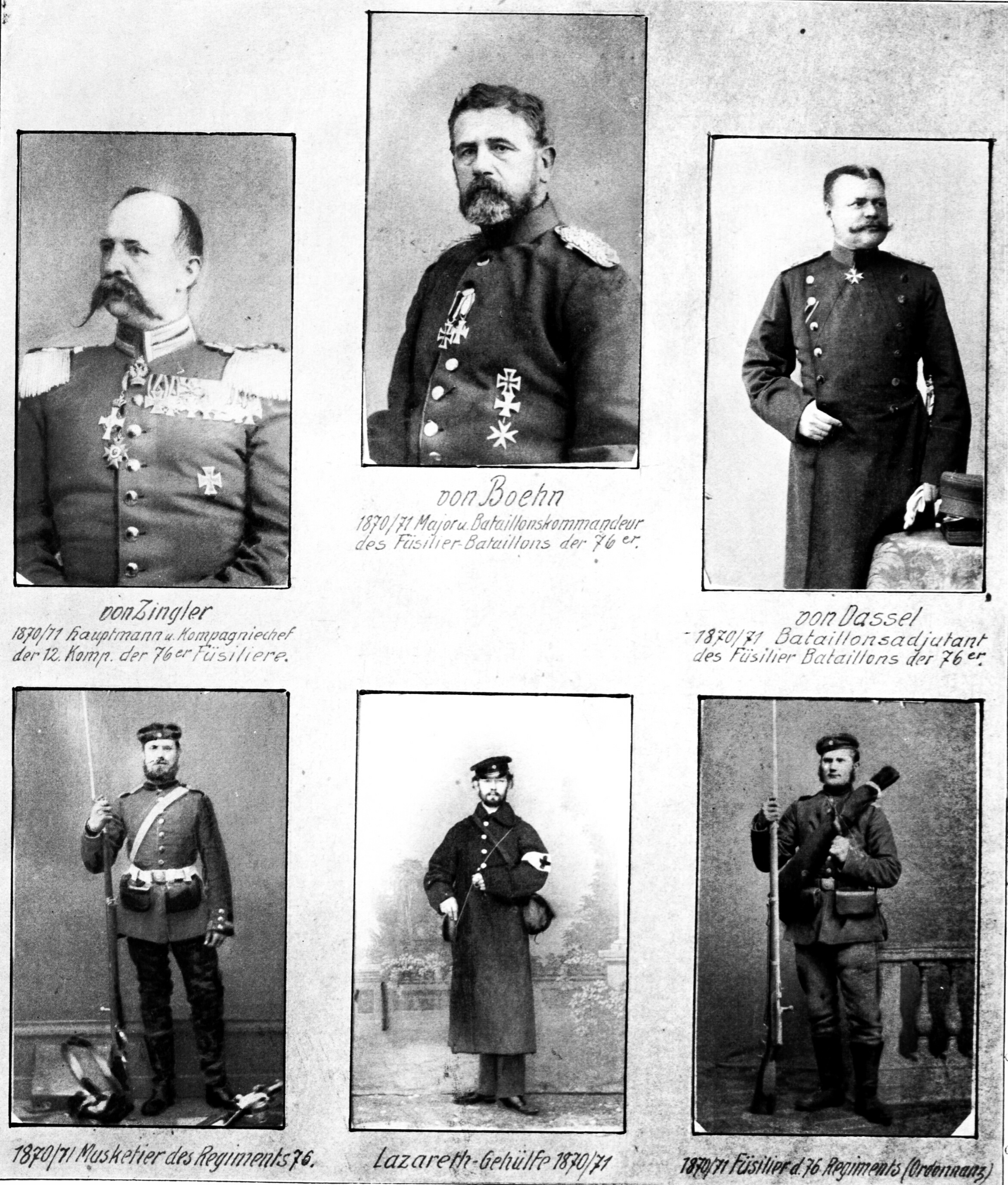
Füsilierbataillon 1871, nach Ende des Krieges wird der Bataillons- zum Regimentskommandeur ernannt

| Dienstgrad            | Name                                      | Datum                                                           |
| --------------------- | ----------------------------------------- | --------------------------------------------------------------- |
| Oberstleutnant/Oberst | Bernhard von Conta                        | 30. Oktober 1866 bis 21. August 1870                            |
| Oberst                | Rudolf von Neumann-Cosel                  | 22. August 1870 bis 19. August 1871                             |
| Oberstleutnant/Oberst | Julius von Boehn                          | 20. August 1871 bis 18. November 1876                           |
| Oberstleutnant        | Johannes Streccius                        | 19. November bis 11. Dezember 1876 (mit der Führung beauftragt) |
| Oberstleutnant/Oberst | Johannes Streccius                        | 12. Dezember 1876 bis 14. Mai 1883                              |
| Oberstleutnant        | Peter von Gayl                            | 15. Mai bis 17. Oktober 1883 (mit der Führung beauftragt)       |
| Oberst                | Peter von Gayl                            | 18. Oktober 1883 bis 16. April 1888                             |
| Oberstleutnant        | Richard von Klitzing                      | 17. April bis 27. Oktober 1888 (mit der Führung beauftragt)     |
| Oberst                | Richard von Klitzing                      | 28. Oktober 1888 bis 3. November 1890                           |
| Oberstleutnant        | Hans von Prittwitz und Gaffron            | 04. bis 17. November 1890 (mit der Führung beauftragt)          |
| Oberst                | Hans von Prittwitz und Gaffron            | 18. November 1890 bis 13. Mai 1894                              |
| Oberst                | Friedrich de la Motte-Fouqué              | 14. Mai 1894 bis 19. Juli 1897                                  |
| Oberstleutnant        | Max von Boehn                             | 20. Juli bis 17. November 1897 (mit der Führung beauftragt)     |
| Oberst                | Max von Boehn                             | 18. November 1897 bis 17. Mai 1901                              |
| Oberstleutnant        | Hanno von Dassel                          | 18. Mai bis 6. Juli 1901 (mit der Führung beauftragt)           |
| Oberst                | Hanno von Dassel                          | 07. Juli 1901 bis 21. April 1905                                |
| Oberst                | Otto von Ramdohr                          | 22. April 1905 bis 24. Februar 1909                             |
| Oberst                | Alexander von Frankenberg und Ludwigsdorf | 25. Februar 1909 bis 30. September 1912                         |
| Oberst                | Arthur von Lüttwitz                       | 01. Oktober 1912 bis 21. April 1914                             |
| Oberst                | Rüdiger von der Goltz                     | 22. April bis 25. September 1914                                |
| Oberstleutnant        | Alexis von Stein-Liebenstein zu Barchfeld | 26. September bis 17. November 1914                             |
| Oberstleutnant        | Traugott von Burstein                     | 18. November 1914 bis 10. Oktober 1917                          |
| Oberst                | Konrad Dürr                               | 11. Oktober 1917 bis 14. April 1918                             |
| Oberstleutnant        | Hermann von Zeska                         | 15. April bis 14. Juni 1918                                     |
| Oberst                | Armin Koenemann                           | 15. Juni 1918 bis 9. Januar 1919                                |
| Oberst                | Konrad Dürr                               | 10. Januar bis 27. April 1919                                   |
| Oberst                | Armin Koenemann                           | 28. April bis 30. September 1919                                |

## Sonstiges

### Wilhelm Lamszus
Am 1. Oktober 1903 trat der Hilfslehrer Wilhelm Lamszus seine Militärzeit als Einjähriger im Regiment an. Er beschreibt diese Zeit in seinen Erinnerungen. Bei einer späteren jährlichen Übung seiner 76er Lockstedter Lager, an der er als Reservist teilnahm, faszinierte ihn während eines dienstfreien Nachmittages eine Beobachtung über die technische Entwicklung im Militärwesen "Das Kriegsmaschinenwesen hat sich zu genialer, zu künstlerischer Höhe entwickelt. 240 Kugeln und mehr in der Minute! Welch ein Wunderwerk der Technik ist ein Maschinengewehr! Man lässt es schnurren, und schon spritzt es Kugeln, dichter als der Regen fällt. Dieses Erlebnis veranlasste ihn 1912, in nur wenigen Tagen den Roman "Das Menschenschlachthaus. Bilder vom kommenden Krieg" zu schreiben. Er verstand es – vergeblich – als Mahnung und Warnung, um nach 1870/71 einen neuen Krieg zu verhindern.

### Denkmäler

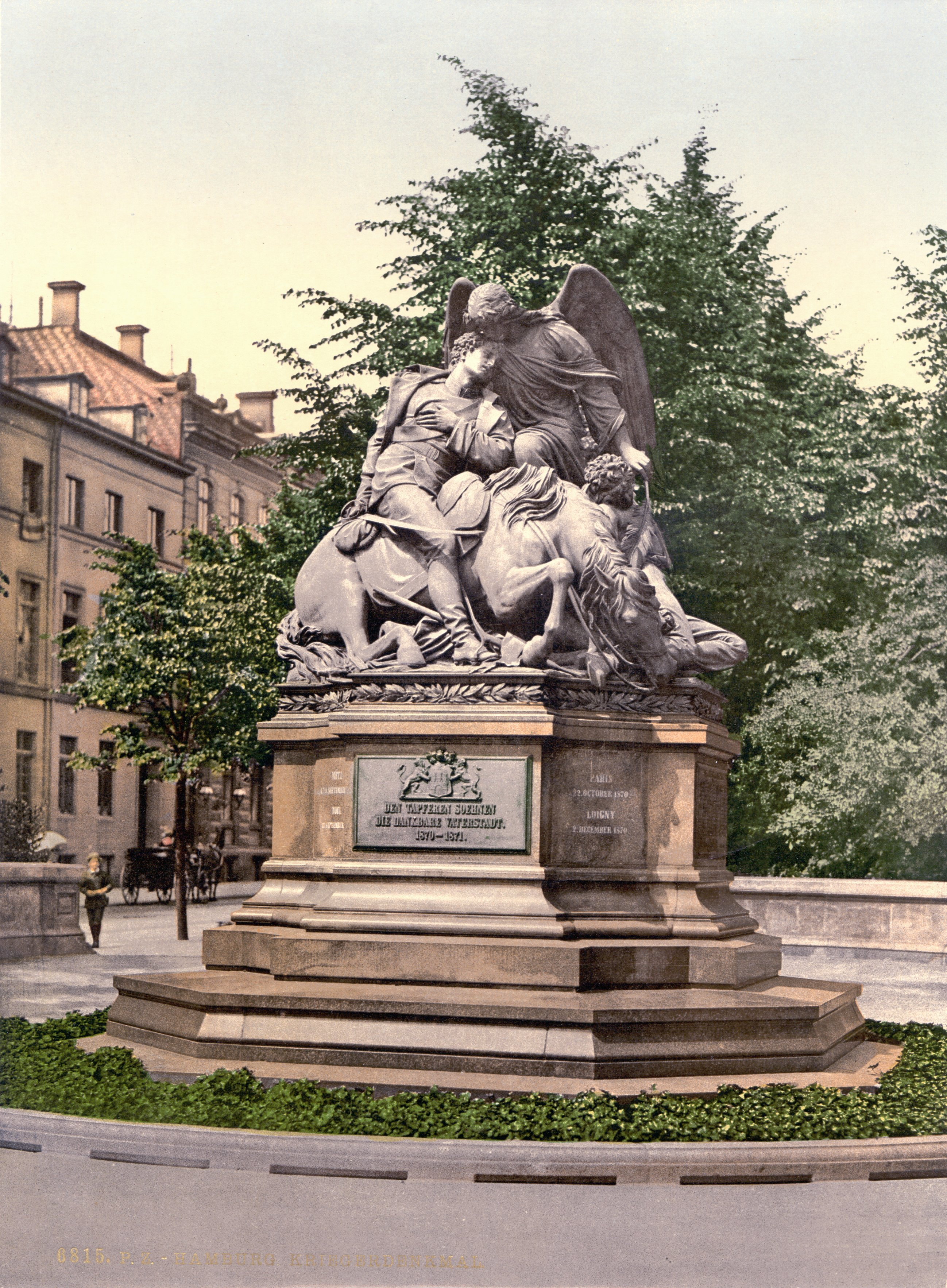
Denkmal des Krieges 1870/71

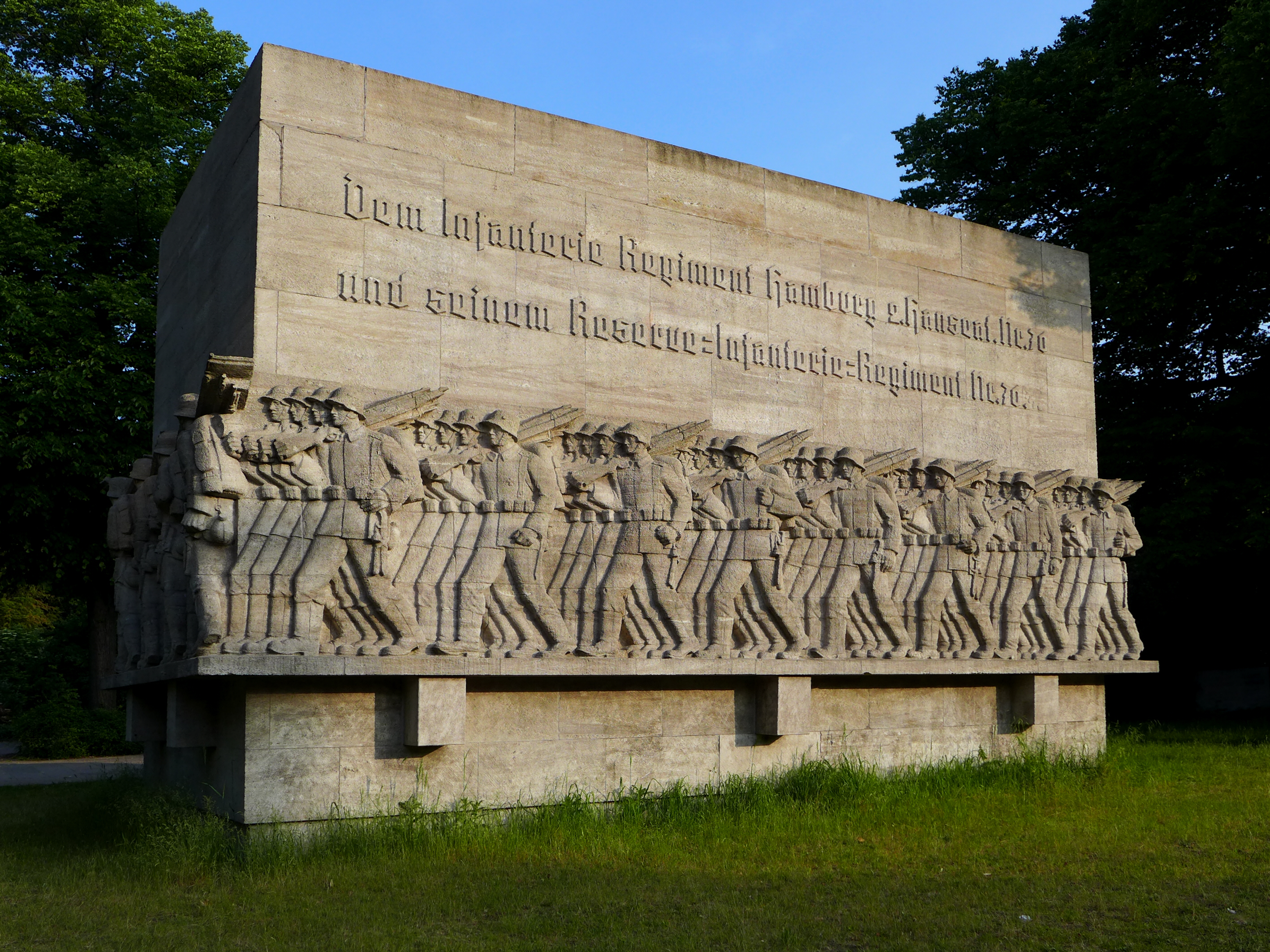
1936 errichtetes Kriegerdenkmal der Hamburger Regimenter

Das von Johannes Schilling geschaffene Kriegerdenkmal wurde 1877 in der Esplanade am Stephansplatz eingeweiht. Es soll an die Gefallenen des Regiments im Deutsch-Französischen Krieg von 1870/71 erinnern. Die Skulptur wurde 1926 an die „Fontenay“/Ecke Alsterufer unweit des Fontenay-Denkmals in Rotherbaum versetzt.
Lübeck selbst besitzt kein großes öffentliches Denkmal an seine gefallenen Soldaten, größtenteils Füsiliere aus dem heimischen Bataillon, jenes Krieges. Jene sind auf ansehnlichen Tafeln hinter dem Altar der Lübeckischen Marienkirche aufgelistet.
Am Dammtordamm wurde 1936 das sogenannte Kriegerdenkmal nach dem Entwurf von Richard Kuöhl errichtet.
Mit seiner Aufschrift „Dem Infanterie Regiment Hamburg 2. Hanseat. No 76
 und seinem Reserve-Infanterie-Regiment No 76“
gedenken die Hamburger den Gefallenen ihrer beiden Regimenter des Ersten Weltkrieges.
Es ist mit der viel kritisierten Inschrift „Deutschland muss leben und wenn wir sterben müssen“ des Gedichts „Soldatenabschied“ aus dem Jahre 1914 von Heinrich Lersch versehen. Dieses Zitat und der Umgang damit ist in Hamburg viele Jahre Thema hitziger und kontrovers geführter Auseinandersetzungen gewesen. Der Hamburger Senat beschloss Anfang der 1980er Jahre, neben das denkmalgeschützte Ehrenmal einen als „Mahnmal gegen den Krieg“ konzipierten Gegenentwurf von Alfred Hrdlicka zu stellen. Dies wurde ab 1983 in Teilen realisiert. Entstanden sind der „Hamburger Feuersturm“ (1985) und die „Fluchtgruppe Cap Arcona“ (1986).

## Literatur

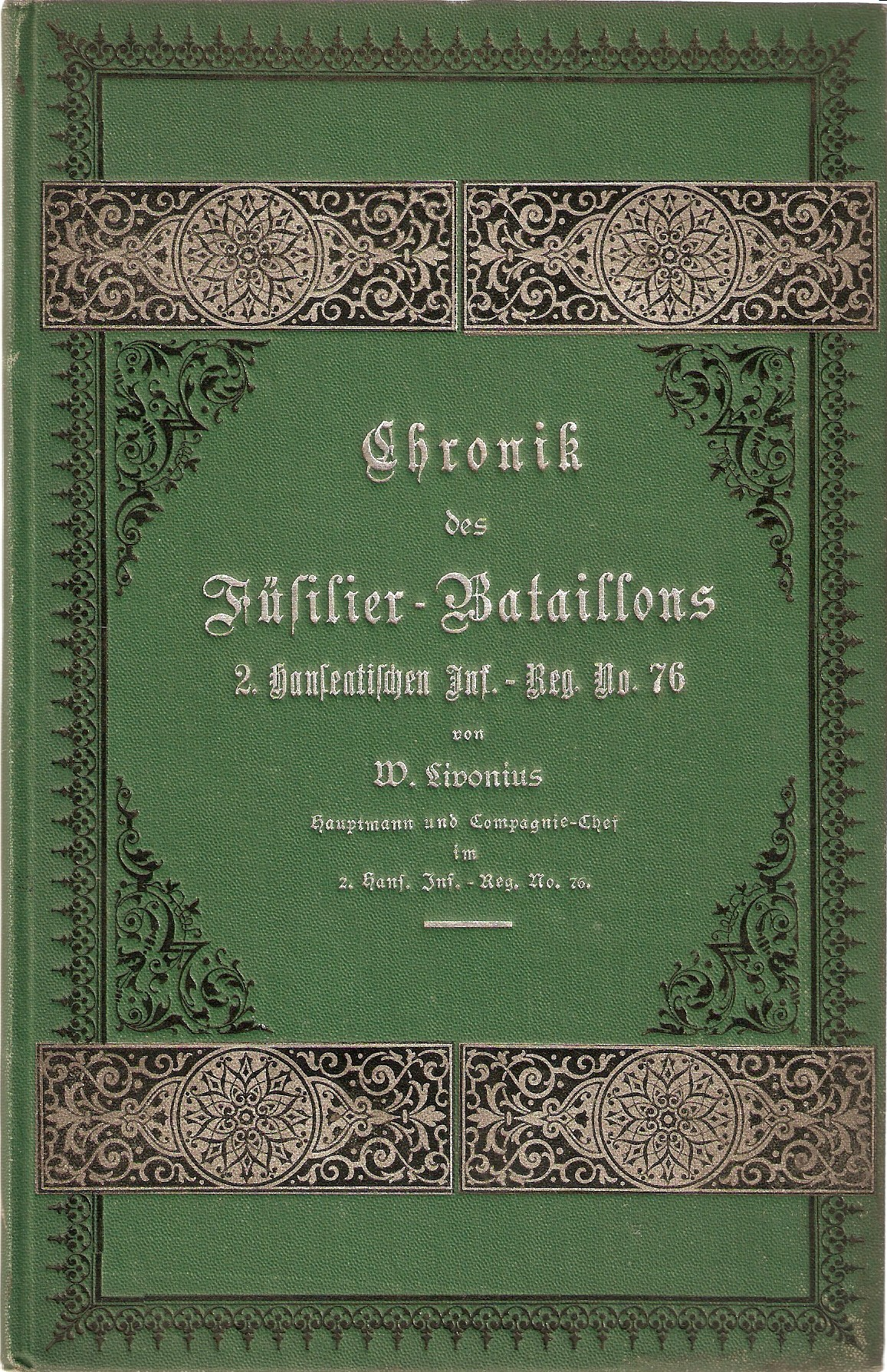